# Círculo de Mujeres Periodistas de La Paz
El Círculo de Mujeres Periodistas de La Paz (CMPLP) es una organización civil boliviana fundada en La Paz el 29 de marzo de 1972, con la misión de respaldar el rol de las mujeres que deseaban desempañarse en el ámbito del periodismo y respaldar la memoria histórica sobre mujeres bolivianas que se han destacado en este campo. Antes de esta fundación las mujeres no eran admitidas en la Asociación de Periodistas (APLP). En 1977 esta organización nombró a Betshabé Salmón Fariñas presidenta honoraria por su trabajo en la revista Feminiflor. En los últimos años han llevado a cabo acciones de protesta y respaldo de la libertad de expresión y el libre ejercicio del rol de las periodistas.

## Historia
El Círculo fue fundado el 29 de marzo de 1972, bajo la tutela de la Asociación de Periodistas de La Paz, institución que hasta ese momento no admitía mujeres. Las socias fundadoras fueron Ana María Romero de Campero, Gelsina D. Donato, María Elba Gutiérrez, Elvira Llosa de Salmón, Margarita Catacora, Merry Larriu, Bertha de Alexander y Carmelita de la Vega.
Esta fundación se suscitó durante la dictadura de Hugo Banzer, que inició después del asesinato de Juan José Torres. En este escenario se identificó necesario un respaldo a la labor periodística de las mujeres, que enfrentaban restricciones en su trabajo. En el libro Llave, para la memoria, Verónica Basaure, quien fue presidenta del Círculo señala que las mujeres periodistas fueron protagonistas de la defensa de la democracia durante las dictaduras, siendo apresadas, torturadas y exiliadas.
El Círculo además buscaba atraer a las nuevas generaciones hacia la carrera del periodismo y persuadir a empresarios y directores de medios para que abrieran sus puertas a las mujeres. Desde sus inicios, la organización ha buscado crear espacios de reflexión, intercambio y apoyo mutuo entre comunicadoras, con un enfoque feminista y de derechos humanos.
En años recientes el Círculo ha tenido un papel destacado en el impulso de una comunicación libre de violencia simbólica y estereotipos de género, así como en la defensa de la democracia. También han cumplido un rol de denuncia para la defensa de la vida de mujeres periodistas frente a hechos de violencia y fallas en el sistema que afectan de forma crítica a las mujeres.

## Reconocimientos
Varias de sus integrantes han sido reconocidas a lo largo de los años por su trayectoria en medios de comunicación, investigación periodística y defensa de derechos. 
La Cámara de Diputados del Estado Plurinacional de Bolivia entregó el Reconocimiento Camaral al Círculo de Mujeres Periodistas de La Paz (CMPLP). En esta ceremonia también se brindó un homenaje póstumo a la periodista y defensora de derechos humanos, Ana María Romero de Campero.